# Windows (touche)

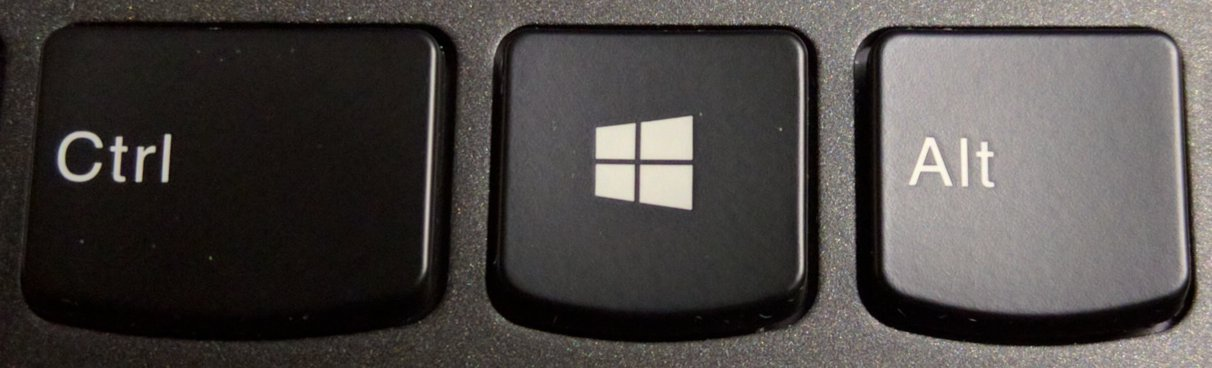
La version de la touche Windows, telle que vue sur des claviers livrés avec Windows 8 et 10.

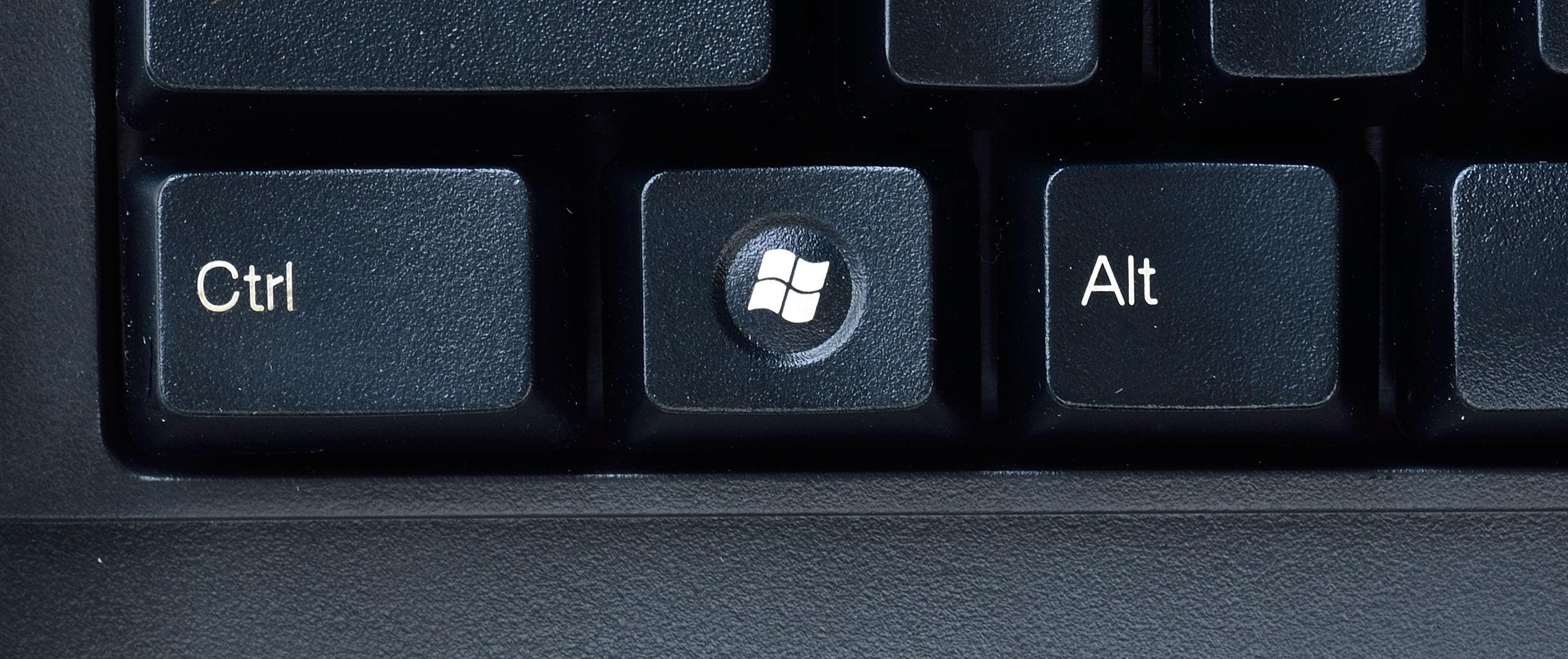
Touche Windows, à partir de Windows XP (centre), le cercle est apparu avec Windows Vista.

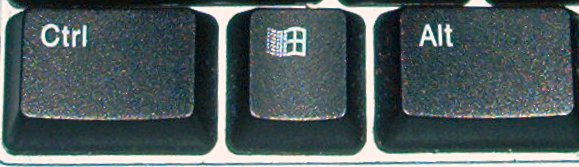
Touche Windows, versions précédentes à XP.

Pour les articles homonymes, voir Logo (homonymie) et Windows (homonymie).
 (décembre 2017).
Si vous disposez d'ouvrages ou d'articles de référence ou si vous connaissez des sites web de qualité traitant du thème abordé ici, merci de compléter l'article en donnant les références utiles à sa vérifiabilité et en les liant à la section « Notes et références ».
La touche Windows (aussi appelée Logo, Super ou Méta dans certains systèmes d'exploitation autres que Microsoft Windows) est une touche de clavier présente sur certains ordinateurs compatibles PC. Elle est apparue lors de la sortie du système d’exploitation Windows 95.
Historiquement, l’ajout de nouvelles touches Windows et d’une touche menu a marqué le passage des claviers PC de 101/102 touches au clavier PC de 104/105 touches. Cette transition s’est faite par l'ajout d'une touche Windows entre la touche contrôle gauche et la touche alternative gauche, d'une seconde entre la touche alternative graphique et la touche contrôle de droite. À droite de cette deuxième touche a été intercalée la touche de menu, le tout au prix d'une importante diminution de longueur de la barre d'espace.
On obtient également l'ouverture du menu démarrer en frappant Ctrl + Échap, ce qui donne à cet ajout une coloration davantage marketing que technique. De fait, elle fut omise presque dix ans des ThinkPad d'IBM. En revanche, cette combinaison de touches ne permet pas l'utilisation des raccourcis utilisant la touche Windows (voir plus bas).
Sur les claviers d’ordinateurs portables ou autres claviers de taille restreinte, il est courant d’avoir une seule touche Windows (c’est habituellement celle de gauche).

## Licence
L’apparence des touches Windows est contrôlée par Microsoft grâce à une licence qui a été rédigée spécialement pour les fabricants de claviers (Microsoft Windows Logo Key Logo License Agreement for Keyboard Manufacturers). Lors de la sortie de Windows XP, la licence a été mise à jour pour que le nouveau design soit adopté par tous les nouveaux clavier sortis après le 1er septembre 2003.
La touche a également été modifiée afin de mettre le logo Windows 8 dès la sortie de celui-ci.

## Utilisation

### Système d’exploitation Windows
Sous Windows, la touche sert pour ouvrir le menu démarrer.
L’utilisation de la touche Windows en combinaison avec une autre touche permet d’appeler de nombreuses fonctions courantes, dont plusieurs sont par ailleurs appelables par d'autres raccourcis clavier et qui varient selon les options d’accessibilité, le type de session (interface graphique ou terminal), la version de Windows, l’usage de logiciels particuliers tels qu'IntelliType et d’autres facteurs[Lesquels ?].

### autres systèmes d’exploitations
Avec les autres systèmes d’exploitation, la touche Windows peut généralement aussi être utilisée. Sous les systèmes d’exploitations Unix et de type Unix, elle est souvent considérée comme une touche méta ou une touche compose. L'ensemble des touches et fonctions du clavier est d'ailleurs reconfigurable à tout moment par le panneau de configuration.
Bien que les environnements de bureau pour GNU/Linux tels que KDE et GNOME gèrent cette touche, il peut s’avérer nécessaire de modifier la configuration établie par défaut à l’installation. Avec le système d’exploitation macOS d’Apple, si un clavier Windows est utilisé, c’est la touche Windows qui joue le rôle de la touche de commande. Elle est cependant souvent nommée touche « logo » pour des raisons de copyright (Microsoft Windows est une marque déposée).

## Inconvénients et apparences alternatives
Un des inconvénients des touches Windows réside dans leur emplacement sur le clavier, et en particulier celle de gauche qui peut être enfoncée par inadvertance au lieu de la touche CTRL ou ALT[réf. nécessaire], ce qui a pour conséquence de faire perdre le focus à la fenêtre active. Ce problème est particulièrement ennuyeux avec les jeux vidéo qui sont joués en plein écran car cela force le jeu à se réduire dans la barre des tâches ou bien à passer en mode fenêtré. C’est une raison pour laquelle cette touche est décriée des joueurs. Pour résoudre ces problèmes, des logiciels ont été conçus pour pouvoir désactiver les touches Windows lorsqu’ils sont lancés. Alternativement, certains claviers, comme le Logitech G15, possèdent un interrupteur prévu pour activer/désactiver les touches Windows.
Ce problème se pose également à un niveau professionnel avec tous les logiciels qui utilisent des raccourcis claviers mettant en œuvre les touches Ctrl ou Alt, ou bien les deux (ex. : Photoshop, Maya ou Avid). Dans ces logiciels et dans un contexte professionnel, l'utilisation rapide d'une multitude de fonction nécessite l'emploi de ces raccourcis sans regarder le clavier, la touche Windows est souvent pressée inopinément, interrompant la session de travail ou, au mieux si elle est désactivée, obligeant à chercher la bonne touche et empêchant ainsi une utilisation pointue et rapide d'un logiciel.
Sur les claviers Entertainment Desktop de Microsoft (conçus pour Windows Vista), la touche Windows est située au milieu du clavier juste en dessous de la barre espace, là où se trouvent habituellement les pouces de l’utilisateur.
À l'usage des personnes utilisant un système d’exploitation autre que Windows, ou ennuyées par cette présence d’un logo Windows sur leur clavier, des autocollants peuvent la masquer. Ces autocollants, en général vendus sur Internet, mettent à l’honneur le manchot Tux, mascotte de Linux, ou bien des distributions Linux particulières ou certains logiciels. Certains fabricants de clavier, comme Cherry, produisent même des claviers avec des touches Tux à la place des touches Windows.

## Raccourcis claviersousWindows
- Windows + A = Ouvrir le centre de notification
- Windows + B = Mettre le Focus dans la zone de notification.
- Windows + C = Ouvre Cortana en mode d'écoute.
  - Ce raccourci est désactivé par défaut. Pour l'activer, sélectionnez Démarrer > Paramètre > Cortana, puis activez la touche à bascule située sous Laisser Cortana écouter mes commandes lorsque j'appuie sur la touche Windows + C.
  - Cortana n’est disponible que dans certains pays/régions, et certaines de ses fonctionnalités peuvent ne pas être accessibles partout. Si Cortana n’est pas disponible ou est désactivée, vous pouvez toujours utiliser la fonction de recherche.
- Windows + D (pour Desktop) = Afficher le bureau.
- Windows + Alt + D = Afficher ou masquer la date et l'heure sur le bureau.
- Windows + Ctrl + D = Ajouter un bureau virtuel.
- Windows + E (pour Explore) = Ouvrir l'Explorateur de fichiers Windows.
- Windows + F  = Ouvrir le Hub de commentaires et prendre une capture d’écran.
- Windows + Ctrl + F (pour Find) = Rechercher des PC (si vous êtes en réseau).
- Windows + G (pour Game) = Ouvrir la barre de jeux lorsqu'un jeu est ouvert.
- Windows + H = Démarrer la dictée.
- Windows + I = Ouvrir les paramètres.
- Windows + J = Mettre le focus sur un conseil Windows s'il est disponible.
  - Lorsqu'un conseil Windows s'affiche, met le focus dessus. Appuyer sur le raccourcis clavier à nouveau pour déplacer le focus vers l'élément à l'écran où est ancré le Conseil Windows.
- Windows + K = Ouvrir l'action rapide Connecter.
- Windows + L (pour Lock) = Verrouille le PC ou changer de compte.
- Windows + M (pour Minimize) = Réduire toutes les fenêtres (Windows + ↓ aussi).
- Windows + Maj + M = Restaurer toutes les fenêtres.
- Windows + Ctrl + M = Ouvrir les paramètres de la loupe.
- Windows + Ctrl + N = Ouvrir les paramètres du narrateur.
- Windows + O (pour Orientation) = Verrouiller l'orientation de l'appareil.
- Windows + Ctrl + O = Activer le clavier visuel.
- Windows + P (pour Projector) = Choisir un mode d'affichage de présentation.
- Windows + Ctrl + Q = Ouvrir l'Assistance rapide.
- Windows + R (pour Run) = Ouvrir la fenêtre Exécuter.
- Windows + S (pour Search) = Ouvrir la fonctionnalité de recherche.
- Windows + Maj + S (pour Screen) = Ouvrir la boîte de capture d'écran.
- Windows + Ctrl + S (pour Speak) = Activer la reconnaissance  vocale.
- Windows + T = Parcourir les applications sur la barre des tâches.
- Windows + U (pour Utility) = Ouvrir les options d'ergonomie (Windows 2000, XP, 7, 8 et 10).
- Windows + V = Ouvrir le Presse-papiers.
  - Pour activer ce raccourci, sélectionnez Démarrer > Paramètre > Système > Presse-papiers, puis utilisez le bouton à bascule sous Historique du Presse-papiers.
- Windows + Maj + V = Parcourir les notifications.
- Windows + X = Ouvrir le menu Lien rapide.
- Windows + Y = Basculer entre Windows Mixed Reality et le bureau.
- Windows + Z = Afficher les commandes disponibles dans une application en mode plein écran.
- Windows + ; ou Windows + . = Ouvrir le panneau d'emoji.
- Windows + , = Afficher un aperçu temporaire sur le bureau.
- Windows + numéro = Ouvrir le bureau et démarrer l’application épinglée à la barre des tâches dans la position indiquée par le numéro. Si l’application est déjà en cours d’exécution, basculer vers cette dernière.
- Windows + Maj + numéro = Ouvrir le bureau et démarrer une nouvelle instance de l’application épinglée à la barre des tâches dans la position indiquée par le numéro.
- Windows + Ctrl + numéro = Ouvrir le bureau et basculer vers la dernière fenêtre active de l’application épinglée à la barre des tâches dans la position indiquée par le numéro.
- Windows + Alt + numéro = Ouvrir le bureau, puis ouvrir la liste de raccourcis de l’application épinglée à la barre des tâches dans la position indiquée par le numéro.
- Windows + Ctrl + Shift + numéro ou Windows + Alt Gr + numéro = Ouvrir le bureau, puis ouvrir une nouvelle instance de l’application située à la position donnée sur la barre des tâches en tant qu’administrateur.
- Windows + Tab = Afficher les tâches (Time Line) (Windows 10) ou Afficher le flip 3D permettant de changer de fenêtre (Windows Vista ou Windows 7).
- Windows + ↑ = Agrandir la fenêtre.
- Windows + ↓ = Supprimer l’application actuelle à partir de l’écran ou réduire la fenêtre du bureau.
- Windows + ← = Agrandir l’application ou la fenêtre de bureau sur le côté gauche de l’écran.
- Windows + → = Agrandir l’application ou la fenêtre de bureau sur le côté droit de l’écran.
- Windows + Début = Réduire tout à l’exception de la fenêtre active du bureau (restaure toutes les fenêtres à la deuxième frappe de touche).
- Windows + Maj + ↑ = Agrandir la fenêtre de bureau en haut et en bas de l’écran.
- Windows + Maj + ↓ = Restaurer/réduire les fenêtres de bureau actives verticalement, en maintenant la largeur.
- Windows + Maj + ← ou → = Déplacer une application ou une fenêtre dans le bureau d’un moniteur vers un autre.
- Windows + Espace = Basculer entre la langue d’entrée et la disposition du clavier.
- Windows + Ctrl + Espace = Modifier une entrée précédemment sélectionnée.
- Windows + Ctrl + Entrée = Activer le Narrateur.
- Windows + + = Activer la Loupe.
- Windows + + ou Windows + - = Zoom avant ou zoom arrière, lorsque la loupe est activée.
- Windows + / = Commencer la conversion IME.
- Windows + F1 = Afficher le centre d'aide et de support de Windows.
- Windows + Ctrl + F4 = Fermer le bureau virtuel que vous utilisez.
- Windows + Impr. écran = Effectuer une capture d'écran (sur Windows 10, si Démarrer > Paramètres > Option d'ergonomie > Clavier : Raccourcis Impression Écran est activé).
- Windows + Pause = Afficher la page des informations système.